# Via ferrata Kočičí kameny
Via ferrata Kočičí kameny je zajištěná cesta vedoucí na skalní útvar Kočičí kameny na severní straně Jizerských hor ve Frýdlantském výběžku v okrese Liberec. Autorem cesty je obec Bílý Potok, která ji dokončila na počátku srpna roku 2014. V neděli 14. září 2014 se o desáté hodině uskutečnilo její slavnostní otevření.
Trasa je dlouhá 70 metrů a vysoká 25 metrů. Neřadí se mezi lezecky náročné. Na začátku cesty lezec stoupá po strmé ploché skalní stěně příkře vzhůru. Pak traverzuje až do plošiny, která se nachází pod vrcholem. Uprostřed této části trasy se nachází skalní rozsedlina, jíž lze využít k odpočinku. Na plošině pod vrcholem se via ferrata rozdvojuje. Jedna vede přímo k oplocené skalní vyhlídce. Tato trasa je však příkrá a představuje čtyřmetrové stoupání. Druhá cesta míří k cílovému místu přes vrchol skály. Na příkrých skalních stěnách je nataženo ocelové lano. Jinak tyto pasáže nejsou nijak jinak upravovány (například vybudováním pomocných stupaček). Potrénovat si tak je možné tak zvané lezení na tření. Pro slézání je vhodné, avšak nikoli povinné, si hlavu chránit lezeckou helmou.
Náročnost trasy je ohodnocena stupněm „B“ a její zdolání je odhadováno na deset minut. Vzhledem ke své podobě je doporučována pro začátečníky nebo pro zájemce, kteří se chtějí zbavit strachu z lezení po plotnách. Není však vhodné tuto zajištěnou cestu absolvovat za deštivého počasí či při sněhové pokrývce.